# Oroszország budapesti nagykövetsége
Oroszország budapesti nagykövetsége (oroszul: Посольство Российской Федерации в Венгрии) Magyarország és Oroszország kapcsolatainak egyik kiemelt intézménye. Mint orosz külképviselet csak 1991 óta működik, korábban - 1934-től - a Szovjetunió budapesti nagykövetségeként volt ismert. A nagykövetség 1945 óta a VI. Bajza utca 35. szám alatt működik, a vele egy telken lévő, de az Andrássy út 104. számot viselő épületrész a konzuli osztálynak ad helyet. Az Orosz Kulturális Központ  külön helyszínen, az Andrássy út 120.-ban található. Oroszország Magyarországra akkreditált nagykövete 2021 óta Jevgenyij Arnoldovics Sztanyiszlavov.

## Előzmények
Az Osztrák–Magyar Monarchia idején az Orosz Birodalomnak követsége csak Bécsben működött, főkonzulátust azonban Budapesten is fenntartott. A képviselet létesítésének pontos dátumáról nincs információnk, 1870-ben még csak a nyitási szándékról számolt be a sajtó, 1875-ben már egy Blumer Miklós nevű orosz főkonzulról tettek említést, 1880-ból pedig arról is van adatunk, hogy a főkonzulátus az V. Eötvös tér 2. szám alatt működött. Az első világháborúban Oroszország és a monarchia egymás ellenségeiként vettek részt, ezért a diplomáciai kapcsolat értelemszerűen megszakadt. Az Oroszországban végbemenő társadalmi változásokat követően új állam jött létre, a Szovjetunió. Magyarország a Tanácsköztársaság után - a vörös hatalomtól való távolságtartás jegyében - nem kívánt kapcsolatot teremteni a Szovjetunióval, ám 1924-re az ország érdekei azt diktálták, hogy a kapcsolat létrejöjjön, bár 1934-ig kellett várni a kölcsönös követcserére; ekkor nyílt meg a Szovjetunió budapesti követsége. Az 1934 és 1991 közti időszakban a szocialista államalakulat képviselete működött Budapesten.

## Története
1991-ben a Szovjetunió felbomlása időszakában Magyarország december 6-án létesített diplomáciai kapcsolatot az új államalakulattal, vagyis Oroszországgal (ugyanezen a napon lett kapcsolatunk Ukrajnával is). Az akkori szovjet, majd orosz nagykövet Ivan Pavlovics Aboimov volt. Az V. Semmelweis utcai Szovjet Tudomány és Kultúra Háza 1993-ban költözött el a belvárosi helyszínről, ekkor már ma is ismert nevét viselte az intézmény: Orosz Kulturális Központ. Jelenleg a Kulturális Központ az Andrássy út 120-ban működik, ahol korábban a követségi klub helyezkedett el; az intézmény ünnepélyes megnyitójára e cím alatt 1994. január 28-án került sor.
A követség épülete a mai Andrássy út 102.–Bajza utca 35. szám alatti épületegyüttes 1945 óta van szovjet, majd orosz tulajdonban, korábban Széchenyi László és neje, Gladys Vanderbilt éltek itt. A sors fintora, hogy Széchenyi maga is diplomataként dolgozott, ő volt hazánk első amerikai nagykövete.
A Szovjetunió 1980-ban nyitott főkonzulátust Debrecenben. Ezt 1991-től Oroszország működtette, azonban 1998-ban anyagi okokból bezáratták. Magyarország 2001-ben vízumkényszert vezetett be Oroszországgal szemben, emiatt még abban az évben újranyitották a debreceni főkonzulátust.

## A diplomaták létszáma
2021 november végén 46 orosz diplomata szolgált Magyarországon, számuk 2022 október végére 62-re emelkedett.

## Konzuli kerület
A nagykövetség konzuli osztályához tartozó területek:
Budapest főváros, továbbá Bács-Kiskun, Baranya, Fejér, Győr-Moson-Sopron, Heves, Komárom-Esztergom, Nógrád, Pest, Somogy, Tolna, Vas, Veszprém és Zala megyék.
Oroszország debreceni főkonzulátusa konzuli kerülete:
Békés, Borsod-Abaúj-Zemplén, Csongrád, Heves, Hajdú-Bihar, Jász-Nagykun-Szolnok és Szabolcs-Szatmár-Bereg megyék.